# Parc d'État de Grand Portage
Le parc d'État de Grand Portage (anglais : Grand Portage State Park) est un parc d'État du Minnesota aux États-Unis située sur la frontière avec le Canada. Il contient des chutes d'une hauteur totale de 37 m, les plus hautes de l'État, sur la rivière Pigeon. Les chutes High est les autres chutes de la rivière Pigeon ont nécessité un portage (transport fluvial) important pour la traite des fourrures entre les Grands Lacs et le Prairies. Un sentier de portage de 13,7 km a d’ailleurs été préservé au sein du monument national de Grand Portage. Le parc est la propriété de la réserve indienne de Grand Portage qui loue à l'État du Minnesota pour 1 $ par an est le seul parc d'État géré conjointement avec une bande amérindienne. Il est aussi le seul parc dont le fond n'est pas la propriété de l'État.